# Inga Varg
Inga Varg (Bergslagen, Suècia, 28 de desembre de 1952) és una arquitecta sueca. Varg ha treballat en planificació urbana, arquitectura i disseny d'interiors.

## Formació
Varg es va formar com a arquitecta a l'Escola d'Arquitectura del Reial Institut de Tecnologia (Arkitekturskolan Kungliga Tekniska Högskolan, freqüentment abreujat KTH), a Estocolm.

## Trajectòria
Després de graduar-se el 1978, Varg va començar a treballar en la firma de l'arquitecte suec Lars Bryde, Lars Brydes Arkitektkontor. Aquest és conegut pels seus projectes residencials, així que durant aquest període Inga Varg va participar en una sèrie de competicions per al disseny d'aquest tipus de projectes: en destaquen els del districte de Täppan, al centre-sud de l'illa de Södermalm, a Estocolm.
Varg va començar a treballar en Rosenberg & Stål Arkitektkontor el 1983 i es va convertir en copropietària i codirigent de la firma, anomenada llavors Rosenberg Arkitekter, el 1992, juntament amb l'arquitecte d'origen italià Alessandro Ripellino.
En Rosenberg es va fer càrrec de projectes importants, com el Forum d'IBM a Kista o l'Oficina Tekniska Verken de Linköping. Ambdues obres serien premiades. Les oficines d'IBM van rebre el Partek Höganäs keramikpri el 1986 pel disseny de la façana. Les oficines de Tekniska Verken van merèixer el Premi Kasper Salin el 1994.
En Rosenberg Arkitekter Inga Varg va estar a càrrec del disseny i la construcció de diversos edificis d'oficines (edifici Flat Iron d'Estocolm, 2008), escoles i altres edificis vinculats a l'ensenyament (Casa Zanderska, amb sales de formació per a l'Institut Karolinska al campus de la Universitat d'Huddinge, 2002), així com edificis d'habitatges i desenvolupament de planificació urbana (habitatges Gladan a Kungsholmen i els plans urbans i d'habitatge per al nou districte del Royal Seaport a Estocolm).
El 2014 se separa de Rosenberg Arkitekter i funda el seu propi estudi, Varg Arkitekter.
Inga Varg ha donat conferències regularment en KTH sobre tècniques de planificació i disseny d'àrees residencials. Ha exercit de membre del jurat de nombrosos concursos d'arquitectura, incloent el Premi Kasper Salin de l'Associació Sueca d'Arquitectes i el Stora Samhällsbyggarpriset, un premi anual a la planificació de projectes civils i d'urbanisme a Suècia. Varg ha estat també jutgessa en altres competicions de l'Associació d'Arquitectes de Suècia.

## Premis
El seu edifici Flat Iron va rebre el 2010 el premi anual de la Federació Sueca de Formigó (Svensk Betongs arkitekturpris) i el tercer premi com a edifici de l'any (Årets Stockholmsbyggnad) atorgat per l'Ajuntament d'Estocolm el 2012.